# Bythinella
Bythinella es un género de gasterópodo de la familia Hydrobiidae.

## Especies
Este género contiene las siguientes especies:
- Bythinella austriaca
- Bythinella badensis
- Bythinella bavarica
- Bythinella bicarinata
- Bythinella bouloti
- Bythinella carinulata
- Bythinella cebennensis
- Bythinella compressa
- Bythinella cylindrica
- Bythinella eurystoma
- Bythinella dunkeri
- Bythinella galerae
- Bythinella intermedia
- Bythinella pannonica
- Bythinella padiraci
- Bythinella pupoides
- Bythinella robiciana
- Bythinella rubiginosa
- Bythinella reyniesii
- Bythinella schmidtii
- Bythinella vesontiana
- Bythinella utriculus
- Bythinella viridis